# Škoda 21Ab
Škoda 21Ab je městský nízkopodlažní autobus, který v letech 1995–2001 vyráběla společnost Škoda Ostrov. Vozidlo je unifikováno s trolejbusem Škoda 21Tr, který byl vyráběn ve stejném závodě až do roku 2004. V rámci českého průmyslu šlo po typech Karosa ŠM 11/Škoda T 11 z let 1964–1967 a Karosa B 831/Škoda 17Tr z let 1987–1990 o třetí pokus o unifikaci autobusu a trolejbusu.

## Konstrukce

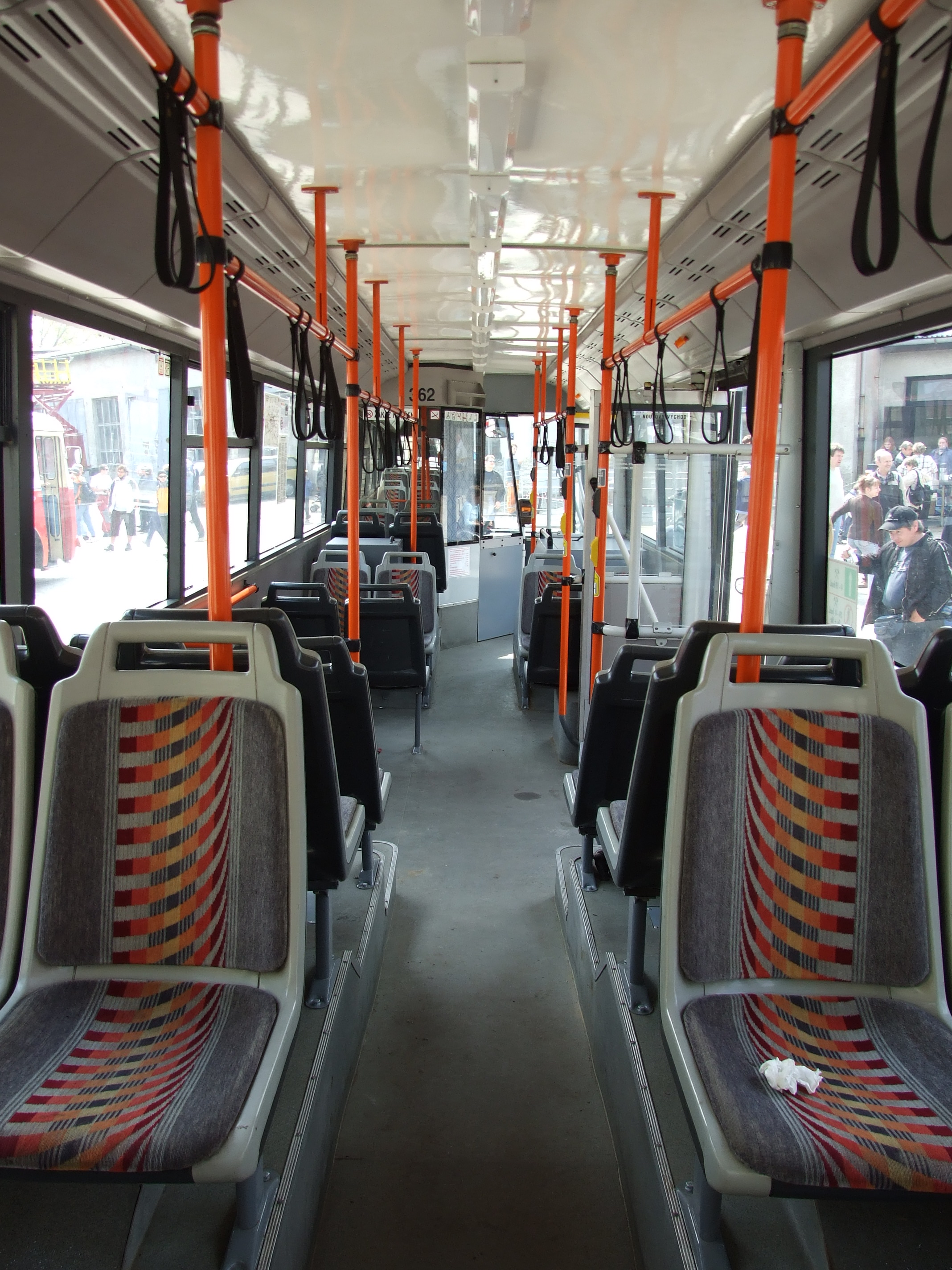
Interiér autobusu

Vůz 21Ab je v rámci unifikace maximálně shodný s trolejbusem 21Tr. Jedná se tedy o dvounápravový nízkopodlažní autobus se samonosnou karoserií. Motor s převodovkou je umístěn v zadní části vozu. Kostra autobusu je ocelová, svařená z tenkostěnných profilů a plechových výlisků. Protiskluzová podlaha je od předních dveří až za druhé dveře ve výšce 360 mm nad vozovkou (nástupní hrany jsou ale ještě níže – 345 mm). V zadní části vozu je podlaha ve výšce 560 mm, pod sedadly je ale zvýšena na 760 mm. Díky kneelingu (schopnost vypustit vzduch z pravé strany vypružení) lze nástupní hranu vozidla v zastávce snížit na pouhých 275 mm nad vozovku. V pravé bočnici se nacházejí troje skládací dvoukřídlé dveře, které mohou cestující ovládat samostatně (poptávkové otevírání dveří). Naproti druhým dveřím se nachází prostor pro kočárek nebo invalidní vozík.

## Výroba a provoz
Prototyp (později odprodaný do Karlových Varů) vozu 21Ab byl vyroben současně s prototypem trolejbusu 21Tr v roce 1995. V následujícím roce byla vyrobena tříkusová ověřovací série. V roce 1997 byla zahájena sériová výroba, která pokračovala do začátku roku 2001. Celkem bylo vyrobeno 37 kusů tohoto autobusu. Několik vozů bylo určeno jako testovací nebo předváděcí vozidla výrobce. Proto se v rámci předváděcího provozu podívaly autobusy tohoto typu i např. do Prahy, Pardubic nebo do Vilniusu v Litvě. Tyto vozy pak byly prodány provozovatelům až po ukončení výroby tohoto typu (např. poslední autobus 21Ab zakoupil Dopravní podnik Mladá Boleslav až roku 2003).
V roce 2000 byla vyrobena karoserie určená pro autobus s pohonem na CNG. Nedokončená vozová skříň byla dodána firmě Jamot v Jablonci nad Nisou, kde měl být vůz zkompletován. Měl být vybaven motorem TEDOM ML 637 NG, jeho vývoj byl ale v roce 2002 zastaven a nedokončený autobus sešrotován.
Dne 12. prosince 2008 byl ukončen provoz autobusů 21Ab v Ostravě a 29. prosince 2009 byl ukončen provoz autobusů 21Ab v Plzni.[nedostupný zdroj]
| Současný stát | Město          | Článek | Typ  | Roky dodávek | Roky vyřazení | Počet vozů | Evidenční čísla při dodání | Poznámky           | Zdroj |
| ------------- | -------------- | ------ | ---- | ------------ | ------------- | ---------- | -------------------------- | ------------------ | ----- |
| Česko         | Karlovy Vary   | článek | 21Ab | 2000         | 2006          | 1 kus      | 362                        |                    |       |
| Česko         | Mladá Boleslav | článek | 21Ab | 1997–2003    | od 2007       | 18 kusů    | —                          | vozy mají pouze RZ |       |
| Česko         | Ostrava        | článek | 21Ab | 1997         | 2008          | 2 kusy     | 7501–7502                  |                    |       |
| Česko         | Plzeň          | článek | 21Ab | 1996–2000    | 2007–2009     | 16 kusů    | 443–448 465–474            |                    |       |

Osudy vyřazovaných autobusů 21Ab jsou různé. Prototyp, který jezdil v Karlových Varech, byl předán do Technického muzea v Brně. Jeden mladoboleslavský vůz byl zrušen po požáru, další tři byly odprodány do Bulharska, do města Stara Zagora. Autobusy 21Ab dodané do Ostravy a Plzně jsou odprodávány do maďarského Szegedu, kde probíhá jejich přestavba na trolejbusy.

## Historické vozy
| Původní provoz | Evidenční číslo | Současný majitel                    | Typ  | Rok výroby | Historický od roku | Poznámka                 | Zdroj  |
| -------------- | --------------- | ----------------------------------- | ---- | ---------- | ------------------ | ------------------------ | ------ |
| Karlovy Vary   | 362             | TMB                                 | 21Ab | 1995       | 2006               |                          | [ 5 ]  |
| Plzeň          | 445             | PMDP                                | 21Ab | 1997       | 2009               |                          | [ 6 ]  |
| Plzeň          | 471             | Kufi Int                            | 21Ab | 2001       | 2011               | v muzeu dopravy Strašice | [ 7 ]  |
| Plzeň          | 472             | STENBUS                             | 21Ab | 2001       | 2011               | u STENBUSu ev. č. 1775   | [ 8 ]  |
| Plzeň          | 474             | ŠKODA BUS KLUB PLZEŇ                | 21Ab | 2001       | 2010               | v muzeu dopravy Strašice | [ 9 ]  |
| Mladá Boleslav | –               | Muzeum Historické Dopravní Techniky | 21Ab | 1997       | 2016               |                          | [ 10 ] |